# 몬테네그로 총리

몬테네그로의 국장

몬테네그로의 총리는 몬테네그로 정부의 수반이다. 대통령의 지명과 의회의 동의로 임명된다. 정부 업무를 지휘하고 임명동의안을 비롯한 정부 계획을 몬테네그로 의회에 제출하는 역할을 맡는다. 총선거 등으로 정부가 실각하면 총리의 임기는 자동으로 끝난다.
현재 총리는 2022년 4월 28일에 취임한 드리탄 아바조비치이다.

## 역사
몬테네그로 정부는 몬테네그로 공국 시절이던 1879년 3월 20일에 처음 수립됐다. 당시 정부수장의 직함은 '각료회의 의장'이었다. 1910년 8월 28일에는 몬테네그로가 왕국을 선언하였다. 공국기와 왕정 기간 동안 몬테네그로 정부수장은 그 지위나 영향력 모두 크지는 않았지만 니콜라 1세의 의지에 따라 계속 남아 있었다.
제1차 세계 대전 기간이던 1916년 1월 15일 몬테네그로가 동맹국에 항복하자, 몬테네그로 정부는 해외로 망명하였고 이후 실각할 때까지 계속해서 남아 있었다.
1918년 11월 26일 포드고리차 회의 결정에 따라 몬테네그로가 세르비아와 병합되고 세르비아-크로아티아-슬로베니아 왕국을 이룬 가운데, 12월 20일 신왕국 총리로 스토얀 프로티치가 취임하게 됐다. 하지만 퇴위한 니콜라 1세는 망명 중에 몬테네그로 총리를 계속 임명하였고 1921년 서거할 때까지 이어졌다. 몬테네그로 망명정부는 그로부터 얼마 지나지 않아 1922년 해체되었다.
공산주의 집권기던 1945년 3월 7일 몬테네그로도 공산 자치정부를 꾸리게 되었고, 1945년 4월 17일에는 유고슬라비아의 한 구성국으로서 유고슬라비아 정부 내에 몬테네그로 총리직이 신설되었다. 전후 몬테네그로에서 실질적으로 처음 세워진 정부를 담당하는, 이른바 '몬테네그로 장관'의 탄생이었다. 이후 몬테네그로는 총리를 정부수장으로 하다가 1953년 2월 4일부로 직함이 '최고위원회 의장'으로 바뀌었으며, 1991년 1월 15일부터는 다시 '총리'로 이름이 바뀌었다.

## 역대 총리 목록

### 왕정
참인민당
  인민당
  무소속
| 정부수장            | 정부수장        | 정부수장                          | 임기             | 임기             | 정당            | 국왕 | 국왕                     |
| ------------------- | --------------- | --------------------------------- | ---------------- | ---------------- | --------------- | ---- | ------------------------ |
| 몬테네그로 공국     | 몬테네그로 공국 | 몬테네그로 공국                   | 몬테네그로 공국  | 몬테네그로 공국  | 몬테네그로 공국 |      | 니콜라 1세 (1841–1921년) |
| 1                   |                 | 보조 페트로비치 공 (1846–1929년)  | 1879년 3월 20일  | 1905년 12월 19일 | 무소속          |      | 니콜라 1세 (1841–1921년) |
| 2                   |                 | 라자르 미유슈코비치 (1867–1936년) | 1905년 12월 19일 | 1906년 11월 24일 | 참인민당        |      | 니콜라 1세 (1841–1921년) |
| 3                   |                 | 마르코 라둘로비치 (1866–1935년)   | 1906년 11월 24일 | 1907년 2월 1일   | 인민당          |      | 니콜라 1세 (1841–1921년) |
| 4                   |                 | 안드리야 라도비치 (1872–1947년)   | 1907년 2월 1일   | 1907년 4월 17일  | 인민당          |      | 니콜라 1세 (1841–1921년) |
| 5                   |                 | 라자르 토마노비치 (1845–1932년)   | 1907년 4월 17일  | 1910년 8월 28일  | 무소속          |      | 니콜라 1세 (1841–1921년) |
| 몬테네그로 왕국     |                 |                                   |                  |                  |                 |      | 니콜라 1세 (1841–1921년) |
| (5)                 |                 | 라자르 토마노비치 (1845–1932년)   | 1910년 8월 28일  | 1912년 6월 19일  | 무소속          |      | 니콜라 1세 (1841–1921년) |
| 6                   |                 | 미타르 마르티노비치 (1870–1954년) | 1912년 6월 19일  | 1913년 5월 8일   | 무소속          |      | 니콜라 1세 (1841–1921년) |
| 7                   |                 | 얀코 부코티치 (1866–1927년)       | 1913년 5월 8일   | 1915년 7월 16일  | 무소속          |      | 니콜라 1세 (1841–1921년) |
| 8                   |                 | 밀로 마타노비치 (1879–1955년)     | 1915년 7월 16일  | 1916년 1월 2일   | 무소속          |      | 니콜라 1세 (1841–1921년) |
| (2)                 |                 | 라자르 미유슈코비치 (1867–1936년) | 1916년 1월 2일   | 1916년 1월 25일  | 참인민당        |      | 니콜라 1세 (1841–1921년) |
| 몬테네그로 망명정부 |                 |                                   |                  |                  |                 |      | 니콜라 1세 (1841–1921년) |
| (2)                 |                 | 라자르 미유슈코비치 (1867–1936)   | 1916년 1월 25일  | 1916년 5월 12일  | 참인민당        |      | 니콜라 1세 (1841–1921년) |
| (4)                 |                 | 안드리야 라도비치 (1872–1947)     | 1916년 5월 12일  | 1917년 1월 17일  | 인민당          |      | 니콜라 1세 (1841–1921년) |
| (8)                 |                 | 밀로 마타노비치 (1879–1955)       | 1917년 1월 17일  | 1917년 6월 11일  | 무소속          |      | 니콜라 1세 (1841–1921년) |
| 9                   |                 | 에브게니예 포포비치 (1842–1931)   | 1917년 6월 11일  | 1919년 2월 17일  | 무소속          |      | 니콜라 1세 (1841–1921년) |
| 10                  |                 | 안토 그보즈데노비치 (1853–1935)   | 1919년 2월 17일  | 1921년 3월 1일   | 무소속          |      | 니콜라 1세 (1841–1921년) |
| 11                  |                 | 요반 플라메나츠 (1873–1944)       | 1921년 3월 1일   | 1922년 1월 13일  | 참인민당        |      | 니콜라 1세 (1841–1921년) |
| 12                  |                 | 밀루틴 부치니치 (1869–1922)       | 1922년 1월 13일  | 1922년 2월 13일  | 무소속          |      | 니콜라 1세 (1841–1921년) |
| (10)                |                 | 안토 그보즈데노비치 (1853–1935)   | 1922년 2월 13일  | 1922년 7월 13일  | 무소속          |      | 니콜라 1세 (1841–1921년) |

### 사회주의 공화국
공산당/공산동맹
| 정부수장                       | 정부수장 | 정부수장                        | 취임일           | 퇴임일           | 정당                          |
| ------------------------------ | -------- | ------------------------------- | ---------------- | ---------------- | ----------------------------- |
| 몬테네그로 장관                |          |                                 |                  |                  |                               |
| N/A                            |          | 밀로반 질라스 (1911–1995년)     | 1945년 3월 7일   | 1945년 4월 17일  | 공산당                        |
| 몬테네그로 사회주의공화국 총리 |          |                                 |                  |                  |                               |
| N/A                            |          | 블라조 요바노비치 (1911–1995)   | 1945년 4월 17일  | 1953년 2월 4일   | 공산당 (renamed) 공산주의동맹 |
| 최고위원회 의장                |          |                                 |                  |                  |                               |
| 1 (13)                         |          | 블라조 요바노비치 (1911–1995)   | 1953년 2월 4일   | 1953년 12월 16일 | 공산주의동맹                  |
| 2 (14)                         |          | 필리프 바이코비치 (1910–1985)   | 1953년 12월 16일 | 1962년 7월 12일  | 공산주의동맹                  |
| 3 (15)                         |          | 조르지예 파이코비치 (1917–1980) | 1962년 7월 12일  | 1963년 6월 25일  | 공산주의동맹                  |
| 4 (16)                         |          | 베셀린 주라노비치 (1925–1997)   | 1963년 6월 25일  | 1966년 12월 8일  | 공산주의동맹                  |
| 5 (17)                         |          | 미유슈코 시발리치 (1915–1995)   | 1966년 12월 8일  | 1967년 5월 5일   | 공산주의동맹                  |
| 6 (18)                         |          | 비도예 자르코비치 (1927–2000)   | 1967년 5월 5일   | 1969년 10월 7일  | 공산주의동맹                  |
| 7 (19)                         |          | 자르코 불라이치 (1922–2009)     | 1969년 10월 7일  | 1974년 5월 6일   | 공산주의동맹                  |
| 8 (20)                         |          | 마르코 오를란디치 (1930–)       | 1974년 5월 6일   | 1978년 4월 28일  | 공산주의동맹                  |
| 9 (21)                         |          | 몸칠로 체모비치 (1928–2001)     | 1978년 4월 28일  | 1982년 5월 7일   | 공산주의동맹                  |
| 10 (22)                        |          | 라디보예 브라요비치 (1935–)     | 1982년 5월 7일   | 1986년 6월 6일   | 공산주의동맹                  |
| 11 (23)                        |          | 부코 부카디노비치 (1937–1993)   | 1986년 6월 6일   | 1989년 3월 29일  | 공산주의동맹                  |
| 12 (24)                        |          | 라도예 콘티치 (1937–)           | 1989년 3월 29일  | 1991년 2월 15일  | 공산주의동맹                  |

### 공화국
사회민주당 소속
  무소속
| 정부수장          | 정부수장          | 정부수장                        | 당선연도          | 임기              | 임기              | 정당              | 대통령 | 대통령                            |
| ----------------- | ----------------- | ------------------------------- | ----------------- | ----------------- | ----------------- | ----------------- | ------ | --------------------------------- |
| 몬테네그로 공화국 | 몬테네그로 공화국 | 몬테네그로 공화국               | 몬테네그로 공화국 | 몬테네그로 공화국 | 몬테네그로 공화국 | 몬테네그로 공화국 |        | 모미르 불라토비치 (1990-1998)     |
| 총리              |                   |                                 |                   |                   |                   |                   |        | 모미르 불라토비치 (1990-1998)     |
| 1 (25)            |                   | 밀로 주카노비치 (1962–)         | 1990 1992 1996    | 1991년 2월 15일   | 1998년 2월 5일    | 사회민주당        |        | 모미르 불라토비치 (1990-1998)     |
| 2 (26)            |                   | 필리프 부야노비치 (1954–)       | 1998 2001         | 1998년 2월 5일    | 2003년 1월 8일    | 사회민주당        |        | 밀로 주카노비치 (1998-2002년)     |
| (1) (25)          |                   | 밀로 주카노비치 (1962–)         | 2002              | 2003년 1월 8일    | 2006년 5월 21일   | 사회민주당        |        | 필리프 부야노비치 (2003년-2018년) |
| 몬테네그로국      |                   |                                 |                   |                   |                   |                   |        | 필리프 부야노비치 (2003년-2018년) |
| 총리              |                   |                                 |                   |                   |                   |                   |        | 필리프 부야노비치 (2003년-2018년) |
| (1) (25)          |                   | 밀로 주카노비치 (1962–)         | —                 | 2006년 5월 21일   | 2006년 11월 10일  | 사회민주당        |        | 필리프 부야노비치 (2003년-2018년) |
| 3 (27)            |                   | 젤코 슈투라노비치 (1960–2014)   | 2006              | 2006년 11월 10일  | 2008년 2월 29일   | 사회민주당        |        | 필리프 부야노비치 (2003년-2018년) |
| (1) (25)          |                   | 밀로 주카노비치 (1962–)         | 2009              | 2008년 2월 29일   | 2010년 12월 29일  | 사회민주당        |        | 필리프 부야노비치 (2003년-2018년) |
| 4 (28)            |                   | 이고르 룩시치 (1976–)           | —                 | 2010년 12월 29일  | 2012년 12월 4일   | 사회민주당        |        | 필리프 부야노비치 (2003년-2018년) |
| (1) (25)          |                   | 밀로 주카노비치 (1962–)         | 2012              | 2012년 12월 4일   | 2016년 11월 28일  | 사회민주당        |        | 필리프 부야노비치 (2003년-2018년) |
| 5 (29)            |                   | 두스코 마르코비치 (1959–)       | 2016              | 2016년 11월 28일  | 2020년 12월 4일   | 사회민주당        |        | 필리프 부야노비치 (2003년-2018년) |
| 6 (30)            |                   | 즈드라브코 크리보카피치 (1958–) | 2020              | 2020년 12월 4일   |                   | 무소속            |        | 필리프 부야노비치 (2003년-2018년) |

## 살아있는 총리
| 이름                | 임기                                       | 생년월일        |
| ------------------- | ------------------------------------------ | --------------- |
| 마르코 오를란디치   | 1974–1978                                  | 1930년 9월 28일 |
| 라디보예 브라요비치 | 1982–1986                                  | 1935년 1월 1일  |
| 라도예 콘티치       | 1989–1991                                  | 1937년 5월 31일 |
| 밀로 주카노비치     | 1991–1998, 2003–2006, 2008–2010, 2012–2016 | 1962년 2월 15일 |
| 필리프 부야노비치   | 1998–2003                                  | 1954년 9월 1일  |
| 이고르 룩시치       | 2010–2012                                  | 1976년 6월 14일 |
| 두스코 마르코비치   | 2016–2020                                  | 1959년 7월 26일 |

## 같이 보기
- 몬테네그로의 대통령